# Chicken Feathers
Chicken Feathers är ett musikalbum från 1972 med Monica Zetterlund och Sveriges Radios Jazzgrupp. Albumet återutgavs på cd 1995.

## Låtlista
Alla låtar utom spår 6 och 11 är skrivna av Steve Kuhn.
1. Chicken Feathers – 2'23
2. The Baby – 2'19
3. The Saga of Harrison Crabfeathers – 2'49
4. Raindrops Raindrops – 2'45
5. Silver – 2'16
6. Till Monica (Jan Allan/Rune Gustafsson/Bengt Hallberg) – 3'08
7. The Thoughts of a Gentleman – 2'44
8. The Real Guitarist in the House – 3'33
9. Pearlie's Swine – 3'22
10. Ulla – 3'43
11. Till Steve (Bengt Hallberg/Steve Kuhn) – 2'18

## Medverkande
- Monica Zetterlund – sång
- Arne Domnérus – altsaxofon, klarinett
- Claes Rosendahl, Lennart Åberg – tenorsaxofon, flöjt
- Erik Nilsson – barytonsaxofon, klarinett
- Bertil Lövgren, Bosse Broberg, Jan Allan – trumpet
- Håkan Nyqvist – valthorn
- Sven Larsson – trombon
- Rune Gustafsson – gitarr
- Bengt Hallberg – piano
- Georg Riedel – bas
- Alex Riel – trummor